# Domen Novak
Domen Novak, nascido a 12 de julho de 1995 em Dolenja Vais, é um ciclista esloveno, membro da equipa bareiní Bahrain Merida.

## Palmarés
2018
- 2º no Campeonato daEslovénia em Estrada

2019
- Campeonato da Eslovénia em Estrada  [1]

## Resultados nas Grandes Voltas e Campeonatos do Mundo
| Carreira           | 2014 | 2015 | 2016 | 2017 | 2018 | 2019 |
| ------------------ | ---- | ---- | ---- | ---- | ---- | ---- |
| Giro d'Italia      | -    | -    | -    | -    | 101º | -    |
| Tour de France     | -    | -    | -    | -    | -    | -    |
| Volta a Espanha    | -    | -    | -    | 105º | -    | -    |
| Mundial em Estrada | -    | -    | -    | -    | Ab.  | -    |

-: não participa 

Ab.: abandono 